# Pont romà de Còrdova
El pont romà de Còrdova està situat sobre el riu Guadalquivir al seu pas per Còrdova, i uneix el barri del Camp de la Veritat amb el Barri de la Catedral . També conegut com el pont Vell, ja que va ser l'únic pont amb què va comptar la ciutat durant vint segles, fins a la construcció del pont de Sant Rafael a mitjans del segle xx . El 9 de gener de 2008 es va inaugurar la remodelació més gran que el pont Romà ha tingut en la seva història.
Des del 1931, el pont, conjuntament amb la porta del Pont i la torre de la Calahorra està declarat Bé d'interès cultural amb la categoria de Monument. A par d'aixó, forma part del centre històric de Còrdova que va ser declarat Patrimoni de la Humanitat per la Unesco el 1994.

## Història
Aulo Hircio, soldat i historiador del general de la República romana, Juli César, escriu que el militar en arribar a la ciutat l'any 45 a. C. després de la batalla de Munda, va haver de travessar el riu creant un pas temporal amb pedres. Això no vol dir que no hi hagués altres ponts romans propers, però aquest pont a l'entrada sud de la ciutat no podria haver existit amb anterioritat. Per tant, se sol datar de temps del primer emperador August (27 a. C.-14 d. C.), quan Còrdova va adquirir el títol de Colònia Patricia i es va ampliar cap al Guadalquivir.
Té una longitud d'uns 331 metres i està compost per 16 arcs, tot i que originalment en va tenir 17.
Va ser un dels mitjans d'entrada més importants a la ciutat des de la zona sud de la península ibèrica per ser l'únic punt per travessar el riu sense utilitzar cap tipus d'embarcació. Probablement la Via Augusta que anava des de Roma fins a Cadis passava per ell.
Al començament de la dominació musulmana, al voltant de l'any 720, és quan trobem referències a la primera gran reconstrucció pel valí Al-Samh ibn Malik al-Khawlani. Trobem al seu extrem sud la torre defensiva de la Calahorra i al seu extrem nord la porta del Pont . Aquesta última va ser realitzada per l'arquitecte Hernán Ruiz II el 1572, anomenada erròniament pel poble cordovès com Arc del Triomf, malgrat que mai va tenir aquesta funció, sinó que va ser una de les portes de l'antiga muralla .
Al centre del pont es troba el triomf del Sant Rafael, el més antic dels Triomfs, que data de 1651, obra de l'escultor Bernabé Gómez del Río .
En temps més recents, el Pont Romà es va convertir en l'accés a la ciutat per als viatgers que acudien des del sud de la mateixa, per la qual cosa es va ubicar a la porta del Pont el fielat sud de la ciutat (oficina a l'entrada de les poblacions en la qual es pagaven els drets de consum). A més, el Pont va ser part integrant de la carretera nacional N-4, sent travessat pels viatgers que baixaven des del centre d'Espanya cap a la zona sud i viceversa.
L'1 de maig de 2004 va ser convertit en un pont de vianants, després de la construcció dels ponts de San Rafael el 1953 i el més recent de Miraflores el 2003, tot i que ja estava vedat al trànsit motoritzat des dels primers vehicles amb motor, gairebé un segle abans.

## Reformes

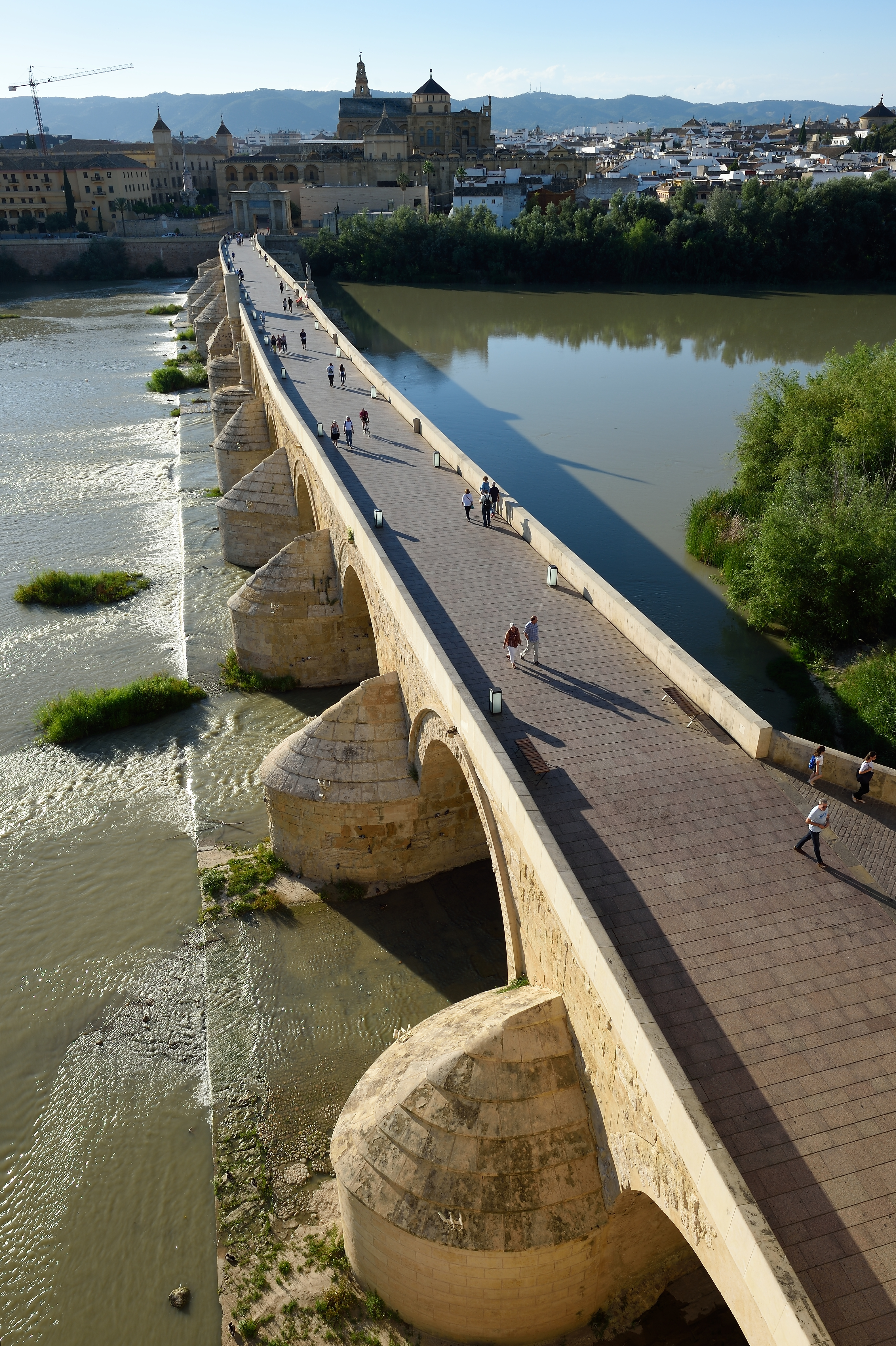
Vista del pont des de la torre de la Calahorra.

Al llarg de la seva història ha patit nombroses reconstruccions, principalment una a l'època califal, una després de la Reconquesta i una altra el 1927 per al pas de vehicles, qualificada com a "molt negativa" per l'últim restaurador. Aquests arranjaments van ser més de caràcter estètic que no pas estructurals. De fet, només l'arc número 14 i número 15 (començant a comptar des de la Porta del Pont) són originals.
L'any 2006 va ser tancat al trànsit per realitzar obres de conservació de l'estructura, així com de remodelació, tant interna com externa. Aquesta reforma del Pont, amb un pressupost de 13,6 milions d'euros, va concloure el 9 de gener del 2008 i va ser dirigida per l'arquitecte municipal pontanés Juan Cuenca Montilla. La restauració va donar lloc a una gran polèmica a causa del caràcter radical de la remodelació, especialment pel granit rosa usat per a la pavimentació. En aquesta remodelació es van netejar els tajamares, es van descobrir els carreus originals, es va substituir l'empedrat per un sòl llis de plaques de granit a mig polir, es van substituir els fanals decimonònics per lluminàries funcionals i es va rehabilitar una fornícula existent dedicada a Sant Aciscle i Santa Victòria. A més, es va recuperar el nivell de l'extrem nord del pont, enrasant-ho amb la Porta del Pont i el Passeig de la Ribera . La inauguració es va dur a terme el 9 de gener del 2008 amb la presència del llavors president de la Junta d'Andalusia Manuel Chaves i l'alcaldessa de Còrdova Rosa Aguilar.

## Monument natural Sotos de l'Albolafia
L'entorn del Pont Romà presenta una singularitat destacable per trobar-se enclavat en una petita reserva natural, anomenada els Sotos de l'Albolafia . En aquest lloc hi nien moltes espècies d'aus (un total de 120 es coneixen fins ara), algunes en perill d'extinció, cosa que constitueix un fet sorprenent si es té en compte la seva petita extensió de poc més de dues hectàrees. Al seu entorn es conserven diversos molins, entre els quals destaquen el també recentment reformat Molí de Sant Antoni, així com el conegut Molí de l'Albolafia, que és el que apareix a l'escut de la ciutat.

## Films
- El 2002 va ser escenari de la pel·lícula espanyola Carmen.[10][11]
- També en 2002 Pedro Almodóvar gravaria al Pont romà la seva pel·lícula Parli amb ella.[12]
- El 2014 es va utilitzar per gravar algunes escenes per a la cinquena temporada de la sèrie Joc de trons, servint com a escenari per al pont de Volantis.[13]
- El 2019 va aparèixer al videoclip «La gitana» de la cantant India Martínez.[14]